# Joseph de Monbeton de Brouillan
Ne doit pas être confondu avec Jacques-François de Monbeton de Brouillan.
Joseph de Monbeton de Brouillan, dit Saint-Ovide, né en 1676 à Bourrouillan dans le Gers, et décédé le 4 avril 1755 à Saint-Sever dans les Landes, est un militaire français des XVIIe et XVIIIe siècles. Officier dans les troupes de la Marine royale, il est gouverneur de l’île Royale de 1717 à 1739.

## Biographie

### Origines et famille
Son père était le frère de Jacques-François de Monbeton de Brouillan; et sa mère s’appelait Charlotte des Roches Duplesy. Saint-Ovide ne se maria jamais mais on lui connaît au moins une aventure. À Plaisance (Terre-Neuve), aux environs de 1705, il prive une certaine Renée Bertrand, âgée de 15 ans, de « ce qu’il y a de plus sacré dans la religion ».

### Carrière militaire

#### Débuts dans laRoyaleen Nouvelle-France
Joseph de Monbeton de Brouillan entre dans la Marine royale en 1689 avec le grade d’aspirant de marine. Il suit son oncle, Jacques-François de Monbeton, à Plaisance, en 1692, en qualité d’enseigne. II est promu lieutenant en 1694 puis Capitaine de vaisseau en 1696. C'est alors qu'il est en service à Plaisance qu’il accomplit les plus hauts faits d'armes de sa carrière en Amérique. Lors d’une opération commandée par son oncle, il débarque, à la tête d’un détachement, à la baie des Taureaux en septembre 1696 et déloge les Anglais de deux de leurs positions. En novembre de la même année, il participe à la campagne intensive de cinq mois dirigée par son oncle et Pierre Le Moyne d'Iberville, dévastant la quasi-totalité des établissements anglais de l’île. Il accompagne également l'escadre d’André de Nesmond à Saint-Jean de Terre-Neuve en 1697. Pendant les années qui suivent, il sera une victime indirecte des expéditions menées par le commandant par intérim de Terre-Neuve, Joseph de Monic. Par deux fois, il est mis en prison avant d'être placé en résidence surveillée en raison des troubles oculaires dont il souffrait.

#### Prise de Saint-Jean de Terre-Neuve

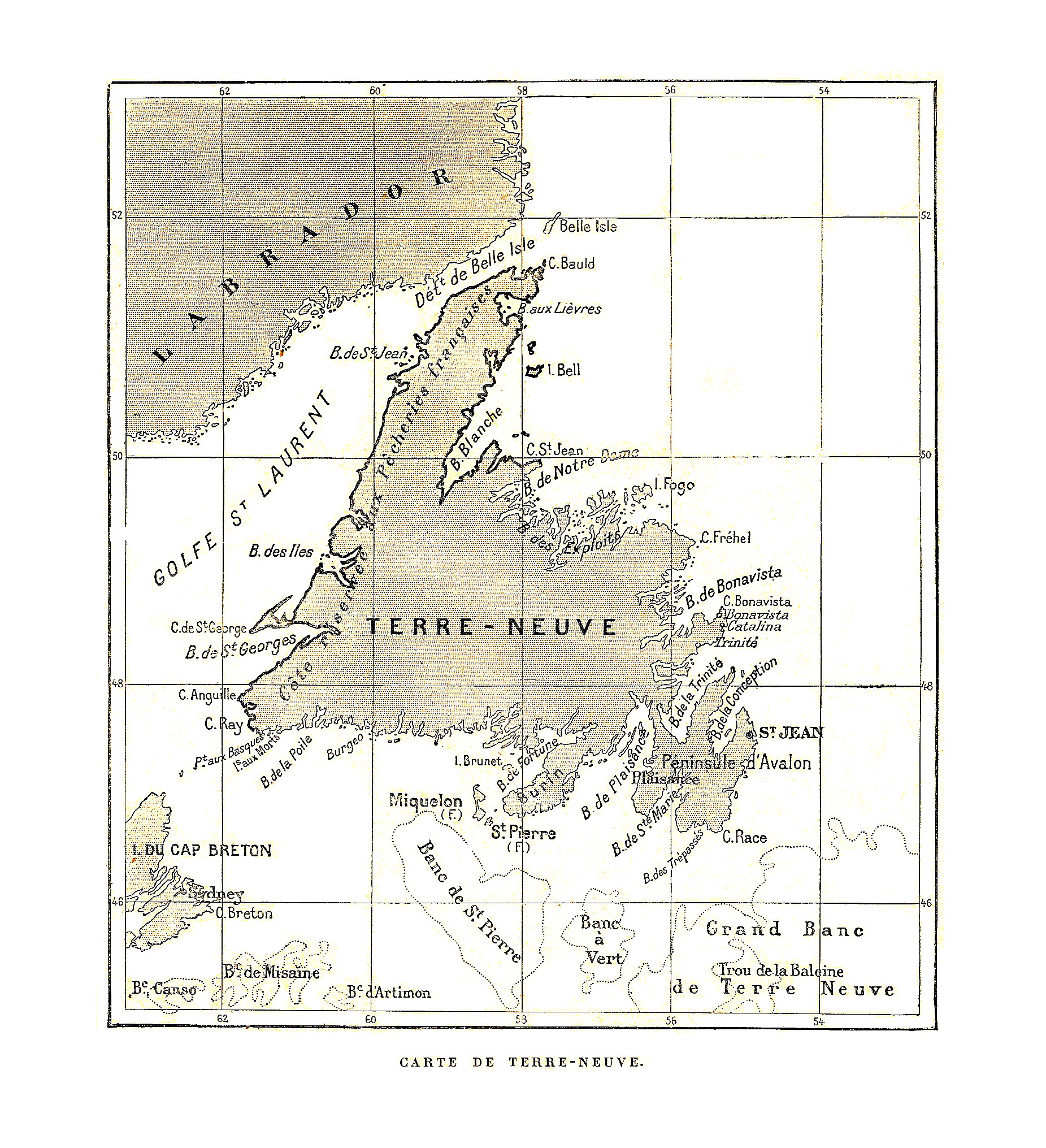
L’île de Terre-Neuve et la ville de Saint-Jean.

En congé, il rentre en France à l’automne 1705, avant de regagner la Nouvelle-France en 1707 avec le grade de lieutenant de roi. La confiance qu'il parvint à inspirer à son supérieur hiérarchique, Philippe Pastour de Costebelle, conduit ce dernier à attaquer Saint-Jean en 1709. À l’automne 1708, Saint-Ovide, qui était à l’origine du projet, recrute 164 volontaires et part avec son détachement hétéroclite en direction de la place forte tenue par les Anglais. Approvisionnée par Joseph Lartigue, l'expédition est appuyée par la frégate Vénus, commandée par Louis Denys de la Ronde et forte de 50 hommes d’équipage. L’expédition arrive Saint-Jean aux premières heures du 1er janvier 1709. À la faveur de l’obscurité, elle passe inaperçue et parvient à prendre position autour du fort William, dans l'attente d'un signal de Saint-Ovide. Dans le récit qu'il fait de l'attaque, les Anglais sous les ordres de Thomas Lloyd n’opposent qu’une faible défense. 
« Jay Crié un vive le Roy […] Je Guagné les chemin couvert avec quinze a saize hommes et traversée le fossé, malgré le feu des Deux forts je fi Planter Deux eschelle que Jamena et fit monter six hommes […] lorsque les habitans me virent maistre des Remparts [ils] me firent demandé Cartier. »
L'attaque est menée en un peu plus d'une heure. Au cours de l'assaut les Français perdent trois hommes et comptent onze blessés. Saint-Ovide, pour la prise de Saint-Jean de Terre-Neuve, reçoit la croix de Saint-Louis. Toutefois, Costebelle se rend rapidement compte, que les ressources dont il dispose ne lui permettront pas de tenir longtemps cette position et, en avril, il donne l’ordre d’abandonner Saint-Jean. Saint-Ovide obéit à regret, les forts sont rasés et les Français emportent l’artillerie et les munitions anglaises d'une valeur de plus de 50 000 livres.

#### Saint-Ovide corsaire
Saint-Ovide s'engage ensuite dans une courte carrière de corsaire. Il prend le commandement de la frégate La Valeur qu'il arme en compagnie de Costebelle et de Georges de Lasson, en 1710. Les doutes de Costebelle quant à la compétence de son lieutenant comme marin – « Il ne doit pas se piquer destre bon manœuvrier », écrivait-il de lui – sont confirmés car La Valeur est vite capturée et son capitaine et l’équipage emmenés prisonniers en Angleterre.

#### Établissement français sur l'île Royale
La Traités d'Utrecht (1713) ayant accordé l’Acadie et Terre-Neuve à l’Angleterre, la France prend la décision de rétablir ses pêcheries de morue, très lucratives, à l’île Royale (aujourd'hui Île du Cap-Breton). De retour en France au printemps de 1713, Saint-Ovide reçoit le commandement de la flûte Semslack avec laquelle il quitte Rochefort afin d’aider l’évacuation de Plaisance. Dès qu’il est sur place, il prend la tête d’un détachement et se rend sur l’île Royale afin de reconnaître les lieux en prévision d’un établissement permanent. Il y demeure jusqu’à l’automne avant de rentrer en France. Promu lieutenant de vaisseau, il retourne à l’île Royale en 1714 avec le titre de lieutenant de roi. À partir de la fin de 1716, il remplit la charge d’administrateur de la colonie. Il est confirmé au poste de gouverneur de l'île en avril 1718, à la suite du décès de Costebelle survenu à l’automne 1717. 

#### Gouverneur de l'île Royale

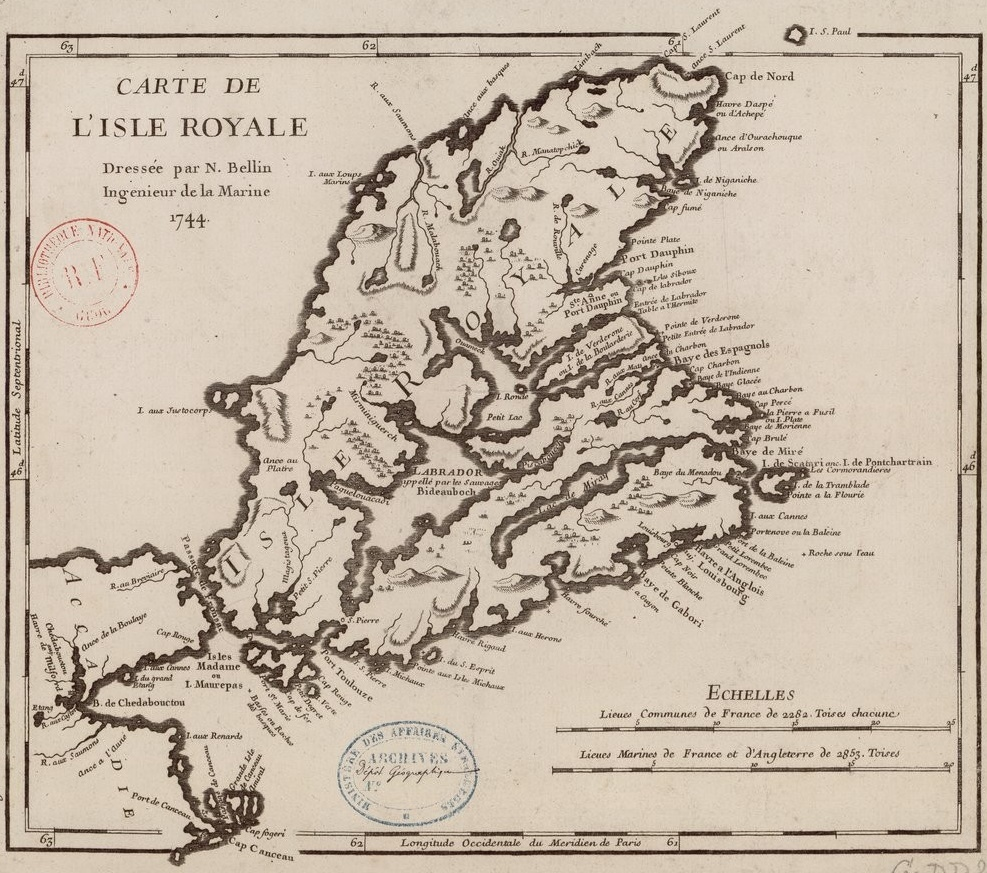
Carte de l’Ile Royale dans les années 1740.

Pendant ses premières années en tant que gouverneur, Saint-Ovide règle les problèmes de la colonie avec un certain succès. Malgré l’affluence de 3 000 colons en 1716, malgré le manque de nourriture, de matériaux de construction, de transport et de main-d’œuvre, Saint-Ovide réussit à organiser la colonie. Ses compétences en tant qu’officier sont reconnues de tous. Avant de mourir, son prédécesseur avait dit de lui qu’il était « d’un secours important [s’y appliquant] avec beaucoup d’assiduité ». En 1715, ce même Costebelle avait fait observer : « Il a tous les tallans dun homme d’Epée et de lettres et il amplifie avec elloquance la beauté des objets dont il veut faire l’éloge. » Cependant, ces succès sont éclipsés par les scandales qui marquent les dernières années de son administration. 
Pendant plusieurs années, son éloquence lui sert surtout à éluder les conséquences de ses rapports acrimonieux avec les hauts fonctionnaires de Louisbourg : les commissaires ordonnateurs Jacques-Ange Le Normant de Mézy et son fils, Sébastien-François-Ange, de même que les ingénieurs Jean-François de Verville et Étienne Verrier. Quoique ses désaccords aient été le plus souvent insignifiants, ils seront nuisibles au progrès de la colonie. Les dissensions entre Saint-Ovide et Verville concernent alors l'organisation de la défense de Louisbourg. Pour Saint-Ovide, « Nous ne devons pas estre regardés dans ce pays comme l’est une ville en Europe », mais son avis n'est pas écouté. En conséquence, Louisbourg est dotée, à prix d’or, de fortifications de type classique, à l’européenne, alors qu'« une bonne enceinte […] bien flanquée sans fortifications razantes qui met à labry d’un coup de main » aurait, selon lui, suffi largement.
La défense des intérêts de la France en Amérique du Nord, pendant la période entre la guerre de Succession d'Espagne et celle de Succession d'Autriche, lui fourni de nombreuses occasions occasions de s'illustrer. Saint-Ovide avait reçu l'ordre de maintenir la fidélité des Acadiens et des Micmacs envers la France et d'encourager leur hostilité à l'égard des Anglais en Nouvelle-Écosse. Cette mission exigeait la plus grande discrétion, le ministre de la Marine Maurepas lui écrit « Vos demarches doivent estre si bien mésurées à Cet egard quil ne faut pas mesme leur [les Anglais] donner lieu de croire qu’on en est informé. » Il est difficile de mesurer dans quelle mesure Saint-Ovide exécuta ses ordres. Il envoie des missionnaires en Nouvelle-Écosse, lesquels étaient en réalité ses agents, et montre une grande vigueur dans ses harangues aux Micmacs qui se réunissaient annuellement à Port-Toulouse (Nouvelle-Écosse) et à l'isle Saint-Jean (aujourd'hui île-du-Prince-Édouard) pour y recevoir sous forme de poudre et de balles, de mousquets et d'ustensiles, la récompense de leur fidélité au roi de France. 
Son administration sera défaillante sur d'autres aspects également. Au milieu des années 1730, les intérêts qu'il avait pris dans le commerce à Louisbourg rendaient sa position de gouverneur intenable. Ses activités commerciales remontaient au premier congé qu'il passe en France, en 1705. Sur le vaisseau qui le ramène alors dans son pays, il fait charger 108 quintaux de morue destinées à être revendues. En 1710, l'armement de La Valeur relevait une entreprise à caractère privé. De plus, c’est en pensant avant tout à ses intérêts personnels que Saint-Ovide avait voulu prendre le commandement de l’expédition contre Saint-Jean en 1709. Le conseil de la Marine recevra des plaintes concernant les gains qu’il en retira. Peu après son arrivée à Louisbourg, en 1714, il pressent le rôle de la ville comme comptoir de commerce pour la France, l'Angleterre et de leurs colonies respectives en Amérique. Il est également impliqué dans le commerce de contrebande avec la Nouvelle-Angleterre. Enfin, il doit faire face à autre allégation, voulant qu'il ait une participation de 25 % dans les contrats qu’avaient décrochés François Ganet et Gratien d'Arrigrand, en 1725, pour les travaux du roi.
À la fin des années 1720, ces plaintes parviennent à Maurepas, qui est obligé de lui écrire cet avertissement : « Il est de votre interest quil ne revienne plus de plaintes à ce sujet. ». Saint-Ovide se contente de balayer les accusations en les qualifiant de « calomnies que quelque mauvais Esprit de la Lie du peuble a inventé contre moy ». Les critiques diminuent un certain temps, à la suite du séjour en France qu'il effectue de la fin de 1729 jusqu'au milieu de 1731. Il est promu capitaine de vaisseau à cette occasion. Toutefois, peu après son retour dans la colonie, les plaintes à son sujet reprennent. Aussi, en 1733, l’intendant Gilles Hocquart accuse Saint-Ovide et Le Normant, en connivence les marchands et officiers de Louisbourg, de manipuler les prix des aliments au détriment des commerçants de Québec.

#### Retour en France et destitution
Saint-Ovide retourna en France en novembre 1737 afin de régler des affaires de famille à Bourrouillan. Quoique âgé déjà de 62 ans, il se présenta à La Rochelle au mois de juin suivant, « n’attendant qu’un vent favorable pour regagner l’Île Royale ». Cependant, en septembre, il était de retour à Bourrouillan, et au cours de l’hiver qui suivit, Maurepas, réflexion faite, décida de ne pas le renvoyer à Louisbourg. On lui nomma un successeur, Isaac-Louis de Forant, au poste de troisième gouverneur de l’île Royale, le 1er avril 1739. Bien des années plus tard, François Bigot se rend compte lui aussi « des preuves du sacrifice que faisait [Saint-Ovide] des intérêts du Roy pour les siens et ceux de ses créatures ». Forant, son successeur, se plaint à son arrivée de disposer du pire groupe d’officiers et d’hommes qu’il ait connu, pour défendre les avant-postes de défense de la Nouvelle-France. Il doit également à faire face au problème de l'eau-de-vie qui échappait depuis longtemps à tout contrôle.
Saint-Ovide se retire à Saint-Sever d'où il continue à entretenir certaines relations avec l’île Royale. Entre 1739 et 1753, il vend les biens qu'il possède encore sur l'île : un lot en ville, un entrepôt, du bétail à Louisbourg, des pâturages à l’entrée du port de Louisbourg et le long de la rivière de Miré. Il meurt, à Saint-Sever, en 1755, à près de 80 ans. 

## Sources et biographie
En français:
- Joseph de Monbeton de Brouillan, dit Saint-Ovide Biographie du Dictionnaire biographique du Canada en ligne

- AD, Landes (Mont-de-Marsan), État civil, Saint-Sever, 5 avril 1755
- Abbé Beaudoin, Journal de l’expédition de d’Iberville en Acadie et à Terre-Neuve
- Auguste Gosselin, Les Normands au Canada, Évreux, 1900
- Le Jeune, Dictionnaire, tome II, p. 600–602.
- Abbé Jean-Marie Cazauran , La baronnie de Bourrouillan, histoire seigneuriale et paroissiale, Paris, 1887
- Robert Le Blant, Un colonial sous Louis XIV : Philippe de Pastour de Costebelle, gouverneur de Terre-Neuve puis de l’île Royale, 1661–1717, Paris, Dax, 1935, p. 78–227.
- Pastour de Costebelle et les officiers de la garnison de l’île Royale, Nova Francia, II (1926–1927) : 177–180.

En anglais:
- (en) John Bartlet Brebner, New England’s outpost, New York, 1927, p. 57–103.
- (en) J. S. McLennan, Louisbourg from its foundation to its fall, Macmillan&Co. Ltd., Londres, 1918, p. 10–191.
- (en) Francis Parkman, Half-century of conflict, volume II, Little, Brown, and Company, 1892